# Diócesis de Kolwezi
La diócesis de Kolwezi (en latín: Dioecesis Koluezensis y en francés: Diocèse de Kolwezi) es una circunscripción eclesiástica de la Iglesia católica en la República Democrática del Congo. Se trata de una diócesis latina, sufragánea de la arquidiócesis de Lubumbashi. Desde el 11 de enero de 2022 su obispo es Richard Kazadi Kamba.

## Territorio y organización
La diócesis tiene 105 184 km² y extiende su jurisdicción sobre los fieles católicos de rito latino residentes en la provincia de Lualaba, con excepción del territorio ubicado al este del río Congo (o Lualaba).
La sede de la diócesis se encuentra en la ciudad de Kolwezi, en donde se halla la Catedral de Santa Bárbara y San Eligio.
En 2021 en la diócesis existían 36 parroquias.

## Historia
La diócesis fue erigida el 11 de marzo de 1971 con la bula Qui beatissimo Petro del papa Pablo VI, obteniendo el territorio de la diócesis de Kamina.

## Estadísticas
Según el Anuario Pontificio 2022 la diócesis tenía a fines de 2021 un total de 1 385 350 fieles bautizados.
| Año                                                                             | Población            | Población | Población      | Sacerdotes | Sacerdotes    | Sacerdotes    | Bautizados por sacerdote | Diáconos permanentes | Religiosos | Religiosos | Parroquias |
| Año                                                                             | Bautizados católicos | Total     | % de católicos | Total      | Clero secular | Clero regular | Bautizados por sacerdote | Diáconos permanentes | Varones    | Mujeres    | Parroquias |
| ------------------------------------------------------------------------------- | -------------------- | --------- | -------------- | ---------- | ------------- | ------------- | ------------------------ | -------------------- | ---------- | ---------- | ---------- |
| 1980                                                                            | 128 553              | 668 183   | 19.2           | 29         | 8             | 21            | 4432                     |                      | 25         | 64         | 24         |
| 1990                                                                            | 286 000              | 766 150   | 37.3           | 47         | 19            | 28            | 6085                     |                      | 86         | 73         | 30         |
| 1999                                                                            | 590 210              | 969 526   | 60.9           | 55         | 32            | 23            | 10 731                   |                      | 201        | 104        | 29         |
| 2000                                                                            | 497 621              | 935 637   | 53.2           | 57         | 36            | 21            | 8730                     |                      | 111        | 112        | 29         |
| 2001                                                                            | 590 210              | 969 526   | 60.9           | 61         | 35            | 26            | 9675                     |                      | 126        | 90         | 29         |
| 2002                                                                            | 590 210              | 969 526   | 60.9           | 61         | 35            | 26            | 9675                     |                      | 126        | 90         | 29         |
| 2004                                                                            | 615 000              | 1 050 000 | 58.6           | 68         | 37            | 31            | 9044                     |                      | 149        | 103        | 30         |
| 2006                                                                            | 639 863              | 1 091 709 | 58.6           | 73         | 38            | 35            | 8765                     |                      | 199        | 128        | 31         |
| 2013                                                                            | 791 000              | 1 351 000 | 60.2           | 87         | 48            | 39            | 9091                     |                      | 135        | 113        | 35         |
| 2016                                                                            | 1 213 260            | 2 245 000 | 54.0           | 92         | 54            | 38            | 13 187                   |                      | 151        | 125        | 35         |
| 2019                                                                            | 1 378 000            | 2 450 000 | 56.2           | 86         | 50            | 36            | 16 023                   |                      | 173        | 142        | 35         |
| 2021                                                                            | 1 385 350            | 2 611 624 | 53.0           | 88         | 50            | 38            | 15 742                   |                      | 181        | 158        | 36         |
| Fuente: Catholic-Hierarchy, que a su vez toma los datos del Anuario Pontificio. |                      |           |                |            |               |               |                          |                      |            |            |            |

## Episcopologio
- Victor Petrus Keuppens, O.F.M. † (11 de marzo de 1971-25 de abril de 1974 renunció)
- Floribert Songasonga Mwitwa † (25 de abril de 1974-22 de mayo de 1998 nombrado arzobispo de Lubumbashi)
  - Sede vacante (1998-2000)
- Nestor Ngoy Katahwa (16 de noviembre de 2000-11 de enero de 2022 retirado)
- Richard Kazadi Kamba, desde el 11 de enero de 2022